# District historique de Reef Bay Sugar Factory
Le district historique de Reef Bay Sugar Factory est un district historique situé sur la côte sud de Saint-John, dans les Îles Vierges des États-Unis. Il fait partie du Parc national des Îles Vierges et figure sur la liste du Registre national des lieux historiques depuis le 23 juillet 1981.

## Historique

### Premiers habitants
Les recherches archéologiques ont démontré que les premiers habitants des Îles Vierges étaient des peuples ortoiroides. Les Arawaks ont migré durant plusieurs siècles vers les Îles Vierges et commencèrent pour la première fois le travail de la terre. Les fouilles archéologiques locales confirment l'existence d'une culture classique taïnos à Saint John.

### L'ère de la plantation
À partir de 1670, les terres situées le long des rives de Saint John furent occupées par des colons de différentes nationalités et utilisées pour des activités maritimes et la production de coton.
Les Danois revendiquèrent Saint John le 25 mars 1718. Les Danois établirent de grandes plantations exploitées par des esclaves venus d'Afrique.
Le domaine de Reef Bay a été créé au milieu du XIXe siècle à partir de deux plantations voisines situées près de Reef Bay.

### Domaine de Par Force
Le domaine Par Force est situé du côté est de la Vallée Reef Bay et les premiers documents indiquent que le terrain était utilisé au moment de l'Insurrection des esclaves de Saint John de 1733, avec Anthony Zytstems, le propriétaire initial. Une carte de 1780 montre que Zystems continue à être propriétaire du terrain, ainsi que d'une sucrerie et d'un moulin à animaux sur la propriété.

### Reef Bay
Une parcelle de terre sans nom située à l'extrémité nord-est de Reef Bay a été identifiée sur une carte de 1780 comme étant un lieu d'élevage de bétail et une plantation de coton appartenant à C. Wyle.

### Usine de sucre
La première plantation de canne à sucre sur le territoire a été créée en 1725 sur le domaine de Par Force. La carte d'Oxholm datant de 1800 montre une plantation de sucre avec un moulin à animaux sur ces terres de Par Force.
Après la création du domaine de Reef Bay, une nouvelle sucrerie a été construite. L'usine était utilisée pour transformer la canne à sucre et distiller le rhum. Les bâtiments de l'usine comprennent une salle d'ébullition, un moulin alimenté par des animaux et un alambic avec une citerne de refroidissement pour la distillation du rhum.
O.I. Burguest and Company a acheté la propriété en 1855. Avec WH March, gérant de la propriété, la sucrerie a été modernisée et convertie à la vapeur en 1862. Une « salle des machines » mesurant environ 25 pieds sur 27 a été ajoutée pour abriter le moteur à vapeur en fonte et la machine de broyage de la canne à sucre. En 1864, March achèta la propriété aux enchères et il continua d'exploiter une sucrerie jusqu'en 1908. L'huile de Bay Oil fut produite à l'usine pendant le boom pétrolier de la baie de Saint John au début du XXe siècle.

### Parc national des Îles Vierges
Dans les années 1960, les ruines de la sucrerie ont été restaurées par le Parc national des Îles Vierges et constituent l'un des meilleurs exemples survivants d'une exploitation sucrière des Indes occidentales.